# Mer du Nord (écorégion)
Localisation
La mer du Nord constitue une écorégion marine définie par le Fonds mondial pour la nature (WWF) et The Nature Conservancy (TNC).